# Pūloʻuloʻu

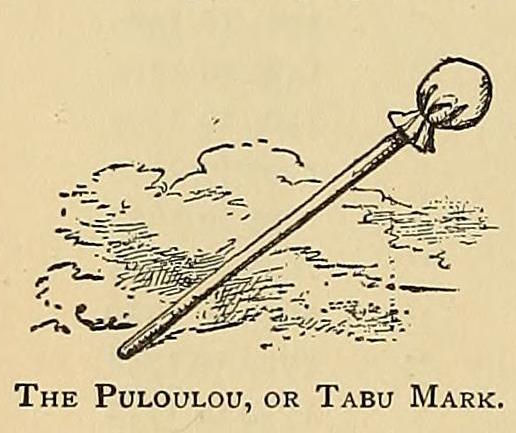
Ilustração de pūloʻuloʻu no livro do rei Kalākaua, The Legends and Myths of Hawaii: The Fables and Folklore of a Strange People, 1888

Pūloʻuloʻu, freqüentemente chamados de "kapu sticks", são símbolos que denotam o kapu do aliʻi havaiano (chefes ou membros da realeza) e simbolizam os ancestrais falecidos do aliʻi . Eles são símbolos tradicionais de autoridade que são usados nos tempos modernos, incluindo o Selo do Estado do Havaí.

## História
Pūloʻuloʻu são freqüentemente chamados de " kapu sticks". Eles eram símbolo da autoridade e proteção dos aliʻi (chefes) do antigo Havaí e também representavam o mana (poder espiritual) dos aliʻi. Era feito embrulhando feixes de tecido kapa em uma vara. Eles receberam nomes ancestrais e foram colocados em áreas de destaque. Eles representavam os ancestrais de um aliʻi que havia morrido e retornado de Po (céu). A forma redonda denotava a forma das estrelas vistas da perspectiva havaiana tradicional. Eles geralmente contêm relíquias de ancestrais falecidos, como ossos, dentes, cabelos e outros restos importantes. Seu uso como símbolos do kapu foi introduzido por Paʻao, um sumo sacerdote (kahuna nui) de Kahiki.
Os pūloʻuloʻu eram freqüentemente colocados na residência do aliʻi, em um heiau (templo) e nos locais de sepultamento do aliʻi. O capitão baleeiro Alfred N. Tripp deu ao rei Kalākaua um pūloʻuloʻu feito de uma presa de narval por ocasião da coroação do rei em 1883. A presa, que media 2,10 metros, era encimada por uma esfera dourada e atualmente é exibida na sala do trono do Palácio ʻIolani, entre os dois tronos de Kalākaua e da Rainha Kapiʻolani. Os pūloʻuloʻu também são exibidos no Mausoléu Real do Havaí em Mauna ʻAla, onde são colocados na capela e onde as representações de metal são colocadas fora das capelas e criptas.
O brasão de armas do Reino do Havaí e o selo do Estado do Havaí apresentam o pūloʻuloʻu como um símbolo de autoridade.